# Anders Eriksson i Undrom
Anders Wilhelm Eriksson (i riksdagen kallad Eriksson i Undrom), född 12 september 1891 i Rättvik, död 3 april 1959 i Bjärtrå, var en facklig ombudsman och riksdagsledamot (socialdemokraterna).
Anders Eriksson var riksdagsledamot i första kammaren 1944, invald i Västernorrlands läns och Jämtlands läns valkrets.